# Liste der Erdölraffinerien
Diese Liste der Erdölraffinerien erfasst neben Erdölraffinerien auch Spezialraffinerien, sofern sie Mineralölprodukte oder Rohöl verarbeiten. Es werden sowohl Raffinerien erfasst, die in Betrieb sind, als auch die schon stillgelegten. Nicht erfasst werden Betriebe, die nicht zu den eigentlichen Mineralölbetrieben gehören, sowie Kriegsprojekte. Um eine internationale Vergleichbarkeit zu erreichen, werden Kapazitäten sowohl in Tonnen/Jahr als auch Barrel/Tag sowie der jeweilige Nelson-Index angegeben.

## Europa

### Albanien
In Betrieb
| Raffinerie / Gesellschaft | Ort                                | Inbetriebnahme | Kapazität* in jato | Kapazität in Barrel pro Tag | Mitarbeiter | Eigentümer | Nelson – Index | Bemerkungen                                 |
| ------------------------- | ---------------------------------- | -------------- | ------------------ | --------------------------- | ----------- | ---------- | -------------- | ------------------------------------------- |
| Ballsh Raffinerie         | Ballsh 40° 36′ 22″ N, 19° 45′ 2″ O | 1978           | 1.000.000          | 20.000                      |             | ARMO       | 6,2            | Verarbeitet hauptsächlich Albanisches Rohöl |
| Fier Raffinerie           | Fier                               | 1968           | 500.000            | 10.000                      |             | ARMO       | 2,7            |                                             |
| Bitex                     | Elbasan                            |                |                    | 3.750                       |             | BITEX      |                |                                             |

### Belgien
| Raffinerie / Gesellschaft       | Ort                                   | Inbetriebnahme | Kapazität* in jato | Kapazität in Barrel pro Tag | Mitarbeiter | Eigentümer | Nelson – Index | Bemerkungen |
| ------------------------------- | ------------------------------------- | -------------- | ------------------ | --------------------------- | ----------- | ---------- | -------------- | ----------- |
| Antwerpen N V Raffinerie        | Antwerpen 51° 15′ 7″ N, 4° 21′ 52″ O  |                | 5.800.000          | 115.000                     |             | Vitol      | 4,5            |             |
| Independent Belgian Refinery    | Antwerpen 51° 20′ 4″ N, 4° 17′ 26″ O  | 1968           | 5.500.000          | 110.000                     | 210         | Gunvor     | 4,5            |             |
| ExxonMobil Antwerpen Raffinerie | Antwerpen 51° 15′ 22″ N, 4° 20′ 32″ O | 1953           | 13.500.000         | 270.000                     |             | ExxonMobil |                |             |
| Total Antwerpen Raffinerie      | Antwerpen 51° 15′ 58″ N, 4° 19′ 14″ O | 1951           | 18.000.000         | 360.000                     |             | Total      | 8,4            |             |

### Bosnien und Herzegowina
In Betrieb
| Raffinerie / Gesellschaft | Ort                                      | Inbetriebnahme | Kapazität* in jato | Kapazität in Barrel pro Tag | Mitarbeiter | Eigentümer   | Nelson – Index | Bemerkungen |
| ------------------------- | ---------------------------------------- | -------------- | ------------------ | --------------------------- | ----------- | ------------ | -------------- | ----------- |
| Bosanski Brod Raffinerie  | Bosanski Brod 45° 7′ 44″ N, 17° 59′ 5″ O | 1892           | 1.500.000          | 30.000                      |             | Zarubezhneft |                |             |

### Bulgarien
In Betrieb
| Raffinerie / Gesellschaft   | Ort                                        | Inbetriebnahme | Kapazität* in jato | Kapazität in Barrel pro Tag | Mitarbeiter | Eigentümer   | Nelson – Index | Bemerkungen |
| --------------------------- | ------------------------------------------ | -------------- | ------------------ | --------------------------- | ----------- | ------------ | -------------- | ----------- |
| Raffinerie Neftochim Burgas | Burgas 42° 32′ 44″ N, 27° 20′ 0″ O°,       | 1960           | 9.500.000          | 190.000                     |             | Lukoil       | 8,3            |             |
| Dididom Raffinerie          | Dolni Dabnik 43° 24′ 3″ N, 24° 28′ 44″ O°, |                | 1.100.000          |                             |             | Dididom Ltd. |                |             |

### Dänemark
In Betrieb
| Raffinerie / Gesellschaft | Ort                                    | Inbetriebnahme | Kapazität* in jato | Kapazität in Barrel pro Tag | Mitarbeiter | Eigentümer | Nelson – Index | Bemerkungen |
| ------------------------- | -------------------------------------- | -------------- | ------------------ | --------------------------- | ----------- | ---------- | -------------- | ----------- |
| Raffinerie Fredericia     | Fredericia 55° 35′ 31″ N, 9° 44′ 52″ O | 1966           | 3.400.000          | 68.000                      |             | Shell      |                |             |
| Raffinerie Kalundborg     | Kalundborg 55° 39′ 10″ N, 11° 5′ 46″ O | 1960           | 5.500.000          | 110.000                     |             | Statoil    |                |             |

### Deutschland
| Raffinerie / Gesellschaft                  | Ort                                                                                   | Inbetriebnahme | Kapazität* in jato | Kapazität in Barrel pro Tag | Mitarbeiter | Eigentümer                             | Nelson – Index | Bemerkungen |
| ------------------------------------------ | ------------------------------------------------------------------------------------- | -------------- | ------------------ | --------------------------- | ----------- | -------------------------------------- | -------------- | --- |
| Raffinerie Burghausen                      | Burghausen 48° 11′ 38″ N, 12° 50′ 21″ O                                               | 1967           | 3.480.000          |                             | 610         | OMV                                    | 7,3            | |
| Bitumenwerk Brunsbüttel                    | Brunsbüttel 53° 54′ 39″ N, 9° 11′ 2″ O                                                | 1917           |                    |                             |             | TotalEnergies Bitumen Deutschland GmbH |                | Verarbeitung von Rohöl zu Bitumen und Nebenprodukten |
| BP Gelsenkirchen                           | Gelsenkirchen 51° 36′ 4″ N, 7° 1′ 39″ O                                               | 1935           | 12.700.000         |                             | 2.300       | BP                                     | 9,3            | Raffinerieverbund an zwei Standorten, 7 km Abstand |
| Holborn Europa Raffinerie                  | Hamburg-Harburg 53° 28′ 46″ N, 9° 56′ 54″ O                                           | 1929, 1987     | 4.650.000          | 105.000                     | 335         | Deutsche Tamoil                        | 6,1            | 1929: Ebano Asphalt-Werke AG (zu Standard Oil of Indiana), ab 1934 mit DAPG, ab 1950 Deutsche Esso, 1987 Verkauf an Oilinvest/Tamoil |
| Raffinerie Heide                           | Hemmingstedt (Heide) 54° 9′ 28″ N, 9° 4′ 28″ O                                        | 1940           | 4.500.000          |                             | 570         | Klesch Group                           | 9,6            | bis 2010 Shell |
| Gunvor Raffinerie Ingolstadt               | Ingolstadt 48° 47′ 20″ N, 11° 28′ 23″ O                                               | 1963           | 5.000.000          |                             | 300         | Gunvor Group                           | 7,3            | Von 1963 bis 2007 Esso AG, danach bis 2012 Petroplus |
| MiRO Mineralölraffinerie Oberrhein         | Karlsruhe, Knielingen 49° 3′ 24″ N, 8° 20′ 2″ O                                       | 1962           | 15.000.000         |                             | 1.000       | Shell, Esso, Rosneft, ConocoPhillips   | 9,75           | 1962 die Esso-Raffinerie und 1963 die Raffinerie Dea-Scholven GmbH (ab 1969 Oberrheinische Mineralölwerke GmbH, kurz OMW). Diese beiden Raffinerien wurden am 1. Oktober 1996 zur MiRO zusammengeführt. Am 1. Januar 2017 hat sich die Ruhr-Oel aufgespalten. Rosneft ist mit 24 % an MiRO beteiligt und BP ist kein Gesellschafter mehr. |
| Rheinland Raffinerie                       | Köln, Wesseling 50° 51′ 35″ N, 6° 59′ 4″ O                                            | 1937, 1960     | 7.300.000          |                             | 1.500       | Shell                                  |                | Werk Nord und Werk Süd liegen ca. 6 km auseinander |
| TotalEnergies Raffinerie Mitteldeutschland | Leuna 51° 17′ 8″ N, 11° 59′ 55″ O                                                     | 1997           | 12.000.000         |                             | 650         | TotalEnergies                          | 6,4            | Ein Teil der Leunawerke Industriegebiet |
| Erdöl-Raffinerie Emsland                   | Lingen (Ems) 52° 33′ 31″ N, 7° 18′ 34″ O                                              | 1953           | 4.500.000          |                             | 635         | BP                                     | 14,4           | |
| PCK-Raffinerie                             | Schwedt (Oder) 53° 6′ 0″ N, 14° 14′ 24″ O                                             | 1958           | 10.800.000         |                             | 1.227       | Shell, Rosneft, Eni                    | 11,2           | |
| Bayernoil Raffineriegesellschaft           | Neustadt 48° 47′ 8″ N, 11° 45′ 11″ O Vohburg an der Donau 48° 46′ 1″ N, 11° 35′ 51″ O | 1964, 1967     | 10.300.000         |                             | 800         | Varo Energy, Rosneft, Eni              | 6,8            | Raffinerieverbund an zwei Standorten, 13 km Abstand |

| Raffinerie / Gesellschaft | Ort                                                                                         | Inbetriebnahme | Kapazität* in jato | Kapazität in Barrel pro Tag | Mitarbeiter | Eigentümer                      | Bemerkungen |
| ------------------------- | ------------------------------------------------------------------------------------------- | -------------- | ------------------ | --------------------------- | ----------- | ------------------------------- | --- |
| H&R ChemPharm             | Salzbergen 52° 19′ 1″ N, 7° 20′ 52″ O                                                       | 1860           | 400.000            |                             | 132         | H&R GmbH & Co. KGaA             | nur Zwischenproduktverarbeitung, bis 1963 auch Rohöl |
| H&R Ölwerke Schindler     | Hamburg-Wilhelmsburg 53° 30′ 46″ N, 9° 57′ 22″ O                                            | 1920           | 100.000            |                             |             | H&R GmbH & Co. KGaA             | nur Zwischenproduktverarbeitung, |
| AVISTA OIL AG             | Dollbergen 52° 24′ 59″ N, 10° 10′ 30″ O                                                     | 1951           | 500.000            |                             | 660         | Mineralöl-Raffinerie Dollbergen | Gebrauchtölverarbeitung, Gebrauchtölsammlung, Handel und Verkauf von Schmierstoffen und Raffinerie-Produkten, Produktion von Basis-Öl und Engineering                    |
| Nynas Raffinerie Harburg  | Hamburg-Harburg 53° 28′ 35″ N, 9° 57′ 37″ O Hamburg-Wilhelmsburg 53° 29′ 13″ N, 9° 58′ 7″ O | 1929           | 5.200.000          |                             | 570         | Nynas                           | 1929: Rhenania-Ossag Mineralölwerke AG (zu Royal Dutch Shell), ab 1947 „Deutsche Shell AG“, ab 2011 gepachtet von Nynas zur Schmierstoffherstellung, bis 2011 auch Rohöl |

| Raffinerie / Gesellschaft                  | Standort            | Inbetrieb- nahme | Stilllegung | Kapazität zuletzt* in jato | Kapazität zuletzt in Barrel pro Tag | Mitarbeiter vor Stilllegung | Letzter Eigentümer                                                                                       | Bemerkungen |
| ------------------------------------------ | ------------------- | ---------------- | ----------- | -------------------------- | ----------------------------------- | --------------------------- | --- | --- |
| Gasolin-Raffinerie Dollbergen              | Dollbergen          | 1918             | 1969        |                            |                                     |                             | Gasolin AG später Aral                                                                                   | Destillation schon 1956 eingestellt |
| Wilhelmshavener Raffineriegesellschaft mbH | Wilhelmshaven       | 1976             | 2011        | 15.100.000                 |                                     | 400                         | Hestya Energy B.V.                                                                                       | Abstellung Juli 2011 (ConocoPhillips verkaufte die Raffinerie am 10. August 2011 an Hestya B.V. Die Raffinerie wird zurzeit als reines Terminal betrieben.) |
| Erdölraffinerie Mannheim                   | Mannheim            | 1964             | 1988        | 6.000.000                  |                                     |                             | Wintershall                                                                                              | |
| Raffinerie Speyer                          | Speyer              | 1964             | 1984        | 3.000.000                  |                                     |                             | Elf | |
| Raffinerie Wörth                           | Wörth am Rhein      | 1970             | 1995        | 6.000.000                  |                                     |                             | Mobil | 1971 3,5 Mill. t Kapazität, später 6 Mill. t |
| Raffinerie Dinslaken                       | Hünxe               | 1960             | 1985        | 8.600.000                  |                                     | 600                         | BP | |
| Fina-Raffinerie Duisburg                   | Duisburg            | 1959             | 1988        |                            |                                     |                             | Fina | |
| Erdölwerke Frisia                          | Emden               | 1960             | 1984        | 2.500.000                  |                                     |                             | Bochumer Mineralölgesellschaft                                                                           | |
| Raffinerie Bremen                          | Bremen-Oslebshausen | 1911             | 1974        |                            |                                     |                             | Mobil | |
| BP-Raffinerie Hamburg-Finkenwerder         | Hamburg             |                  | 1985        |                            |                                     |                             | BP | Sprengung Schornstein 1994 |
| Mobil Oil Raffinerie Wedel                 | Wedel               | 1911             | 1997        |                            |                                     |                             | Mobil | |
| Raffinerie Monheim                         | Monheim am Rhein    | 1919             | 1987        |                            |                                     | 94                          | Shell | |
| Deurag-Nerag                               | Hannover            | 1932             | 1986        |                            |                                     |                             | BEB Erdgas und Erdöl (80 %), die Shell Erdgasbeteiligungsgesellschaft (10 %) und Esso Deutschland (10 %) | |
| Esso-Raffinerie Köln                       | Köln-Niehl          | 1958             | 1982        |                            |                                     |                             | Esso | |
| Saarland-Raffinerie                        | Völklingen          | 1967             | 1985        | 3.600.000                  |                                     |                             | Saarbergwerke, Elf                                                                                       | |
| Shell-Raffinerie Ingolstadt                | Großmehring         | 1963             | 1982        | 3.000.000                  |                                     |                             | Shell | Heute Gewerbegebiet „Interpark“ |
| Bayernoil Raffinerie Ingolstadt            | Ingolstadt          | 1965             | 2008        |                            |                                     |                             | Bayernoil                                                                                                | Ehemals ERIAG. Heute Standort des Audi-Sportpark |
| Mineralölwerk Lützkendorf                  | Krumpa              | 1939             | 1996        |                            |                                     |                             | ADDINOL Mineralöl GmbH                                                                                   | |
| VEB Hydrierwerk Zeitz                      | Tröglitz            | 1974             | 1995        |                            |                                     |                             | Hydrierwerk Zeitz GmbH                                                                                   | |
| VEB Kombinat „Otto Grotewohl“ Böhlen       | Böhlen              |                  |             |                            |                                     |                             | | |
| Mineralölwerk Peine                        | Peine               | 1881             | 2000        | 18.000                     |                                     | 27                          | (51 %) Mobil Oil, (49 %) BP                                                                              | Rohölverarbeitung bis 1971 |
| Caltex-Raffinerie Raunheim                 | Raunheim            | 1964             | 1982        |                            |                                     |                             | Caltex                                                                                                   | |

### Finnland
In Betrieb
| Raffinerie / Gesellschaft | Ort                                 | Inbetriebnahme | Kapazität* in jato | Kapazität in Barrel pro Tag | Mitarbeiter | Eigentümer | Nelson – Index | Bemerkungen |
| ------------------------- | ----------------------------------- | -------------- | ------------------ | --------------------------- | ----------- | ---------- | -------------- | ----------- |
| Raffinerie Porvoo         | Porvoo 60° 18′ 35″ N, 25° 31′ 16″ O | 1965           | 10.300.000         | 206.000                     |             | Neste Oil  | 12,1           |             |

| Raffinerie / Gesellschaft | Standort                             | Inbetrieb- nahme | Stilllegung | Kapazität zuletzt* in jato | Kapazität zuletzt in Barrel pro Tag | Mitarbeiter vor Stilllegung | Letzter Eigentümer | Bemerkungen       |
| ------------------------- | ------------------------------------ | ---------------- | ----------- | -------------------------- | ----------------------------------- | --------------------------- | ------------------ | ----------------- |
| Raffinerie Naantali       | Naantali 60° 26′ 52″ N, 22° 5′ 23″ O | 1957             | 2021        | 3.000.000                  | 58.000                              | 370                         | Neste              | Nelson-Index: 7,1 |

### Frankreich
In Betrieb
| Raffinerie / Gesellschaft         | Ort                                               | Inbetriebnahme | Kapazität* in jato | Kapazität in Barrel pro Tag | Mitarbeiter | Eigentümer | Nelson – Index | Bemerkungen |
| --------------------------------- | ------------------------------------------------- | -------------- | ------------------ | --------------------------- | ----------- | ---------- | -------------- | ----------- |
| Raffinerie Donges                 | Donges 47° 18′ 58″ N, 2° 3′ 57″ W                 | 1933 / 1947    | 11.500.000         | 230.000                     |             | Total      | 5,7            |             |
| Raffinerie Feyzin                 | Feyzin 45° 40′ 26″ N, 4° 50′ 41″ O                | 1964           | 6.000.000          | 120.000                     |             | Total      | 7,2            |             |
| Normandie-Raffinerie              | Gonfreville-l’Orcher 49° 29′ 9″ N, 0° 14′ 6″ O    | 1932           | 12.000.000         | 240.000                     |             | Total      | 8,7            |             |
| Raffinerie Fos-sur-Mer            | Fos-sur-Mer 43° 26′ 47″ N, 4° 55′ 31″ O           | 1965           | 7.100.000          | 143.000                     |             | ExxonMobil | 6,3            |             |
| Lavéra Marseilles Raffinerie      | Lavéra, Martigues 43° 23′ 5″ N, 5° 0′ 55″ O       | 1933           | 10.000.000         | 210.000                     |             | Ineos      | 4,9            |             |
| Raffinerie Port-Jérôme Gravenchon | Port-Jérôme-sur-Seine 49° 28′ 48″ N, 0° 32′ 21″ O | 1933           | 11.500.000         | 260.000                     |             | ExxonMobil | 9,4            |             |

| Raffinerie / Gesellschaft  | Standort                                                                       | Inbetrieb- nahme | Stilllegung | Kapazität zuletzt* in jato | Kapazität zuletzt in Barrel pro Tag | Mitarbeiter vor Stilllegung | Letzter Eigentümer | Bemerkungen |  |
| -------------------------- | ------------------------------------------------------------------------------ | ---------------- | ----------- | -------------------------- | ----------------------------------- | --------------------------- | ------------------ | --- |  |
| Raffinerie Le Mede         | Châteauneuf-les-Martigues 43° 23′ 53″ N, 5° 6′ 5″ O                            | 1935             | 2016        | 7.700.000                  | 155.000                             |                             | Total              | Die Raffinerie mit einem Nelson-Index von 6,7 wurde in die Bioraffinerie „Plateforme de la Mède“ umgebaut.                                  |  |
| Raffinerie Petit-Couronne  | Petit-Couronne 49° 22′ 36″ N, 1° 0′ 59″ O                                      | 1929             | 2012        | 8.000.000                  | 162.000                             |                             | Petroplus          | Stilllegung durch die Petroplus Insolvenz                                                                                                   |  |
| Raffinerie Flandres        | Dunkerque 51° 1′ 21″ N, 2° 15′ 51″ O                                           | 1974             | 2010        | 7.800.000                  | 165.000                             |                             | Total              | |  |
| Raffinerie Reichstett      | Reichstett 48° 39′ 52″ N, 7° 46′ 7″ O                                          | 1963             | 2011        | 4.250.000                  | 85.000                              |                             | Petroplus          | |  |
| Raffinerie Ambès           | Ambès 45° 0′ 44″ N, 0° 33′ 52″ W                                               | 1930             | 1987        |                            |                                     |                             | Elf                | |  |
| Raffinerie Gargenville     | Gargenville 48° 58′ 28″ N, 1° 47′ 39″ O                                        | 1968             | 1983        |                            |                                     |                             | Elf                | |  |
| Raffinerie Grandpuits      | Grandpuits-Bailly-Carrois 48° 35′ 17″ N, 2° 56′ 48″ O                          | 1966             | 2020        | 5.000.000                  | 99.000                              |                             | Total              | Die Rohölverarbeitung wurde am 16. November 2020 eingestellt. Die Raffinerie soll zu einer Bioraffinerie umgebaut werden. Nelson-Index: 7,7 |  |
| Raffinerie Herrlisheim     | Herrlisheim 48° 44′ 39″ N, 7° 56′ 9″ O                                         | 1958             | 1984        |                            |                                     |                             | Elf                | |  |
| Raffinerie Hauconcourt     | Hauconcourt 49° 12′ 42″ N, 6° 11′ 18″ O                                        |                  | 1982        |                            |                                     |                             | Elf, 40 % Esso     | |  |
| Raffinerie Valenciennes    | Valenciennes 50° 18′ 28″ N, 3° 25′ 3″ O                                        |                  | 1982        |                            |                                     |                             | Elf                | |  |
| Raffinerie Vern-sur-Seiche | Vern-sur-Seiche 48° 3′ 17″ N, 1° 36′ 21″ W                                     |                  | 1978        |                            |                                     |                             | Elf                | |  |
| Raffinerie Pauillac        | Pauillac 45° 13′ 34″ N, 0° 44′ 56″ W                                           |                  | 1986        |                            |                                     |                             | Shell              | |  |
| Raffinerie Frontignan      | Frontignan 43° 25′ 51″ N, 3° 45′ 6″ O                                          |                  | 1986        |                            |                                     |                             | Mobil              | |  |
| Raffinerie Vernon          | Vernon                                                                         | 1968             | 1983        |                            |                                     |                             | BP                 | |  |
| Raffinerie Dunkerque       | Dunkerque 51° 2′ 32″ N, 2° 19′ 46″ O                                           |                  | 2016        |                            |                                     |                             | Colas              | |  |
| Raffinerie Bordeaux        | Bordeaux                                                                       |                  | 1983        |                            |                                     |                             | Esso               | |  |
| Raffinerie La Mailleraye   | La Mailleraye-sur-Seine                                                        |                  | 1974        |                            |                                     |                             | Esso               | |  |
| Raffinerie Pechelbronn     | Merkwiller-Pechelbronn, Lampertsloch, Kutzenhausen 48° 56′ 30″ N, 7° 49′ 47″ O | 1857             | 1970        |                            |                                     |                             | Antar              | eine der ältesten Raffinerien Europas |  |
| Raffinerie Berre-l’Étang   | Berre-l’Étang 43° 30′ 17″ N, 5° 11′ 5″ O                                       | 1931             | 2012        | 4.000.000                  | 80.000                              |                             | Lyondellbasell     | |  |

### Griechenland
In Betrieb
| Raffinerie / Gesellschaft | Ort                                                         | Inbetriebnahme | Kapazität* in jato | Kapazität in Barrel pro Tag | Mitarbeiter | Eigentümer         | Nelson – Index | Bemerkungen |
| ------------------------- | ----------------------------------------------------------- | -------------- | ------------------ | --------------------------- | ----------- | ------------------ | -------------- | ----------- |
| Raffinerie Aspropyrgos    | Aspropyrgos, Athen 38° 1′ 56″ N, 23° 36′ 1″ O               |                | 7.500.000          | 150.000                     |             | Hellenic Petroleum | 10,6           |             |
| Raffinerie Korinth        | Loutraki Agii Theodori, Korinth 37° 55′ 10″ N, 23° 4′ 38″ O | 1975           | 9.000.000          | 180.000                     |             | Motor Oil          | 12,0           |             |
| Raffinerie Elefsina       | Elefsina, Athen 38° 2′ 31″ N, 23° 30′ 28″ O                 |                | 5.000.000          | 100.000                     |             | Hellenic Petroleum | 7,2            |             |
| Raffinerie Thessaloniki   | Thessaloniki 40° 40′ 36″ N, 22° 52′ 43″ O                   |                | 3.600.000          | 72.000                      |             | Hellenic Petroleum |                |             |

### Großbritannien und Nordirland
In Betrieb
| Raffinerie / Gesellschaft | Ort                                    | Inbetriebnahme | Kapazität* in jato | Kapazität in Barrel pro Tag | Mitarbeiter | Eigentümer        | Nelson – Index | Bemerkungen |
| ------------------------- | -------------------------------------- | -------------- | ------------------ | --------------------------- | ----------- | ----------------- | -------------- | ----------- |
| Fawley-Raffinerie         | Fawley, Hampshire                      | 1921           | 15.500.000         | 310.000                     | 2.300       | ExxonMobil        | 9,1            |             |
| Grangemouth Raffinerie    | Grangemouth, Firth of Forth            | 1924           | 10.500.000         | 210.000                     | 1.200       | Ineos, PetroChina | 7,9            |             |
| Humber Raffinerie         | South Killingholme, North Lincolnshire | 1969           | 11.500.000         | 230.000                     |             | Phillips 66       | 5,9            |             |
| Lindsey Oil Refinery      | North Killingholme, North Lincolnshire | 1965           | 11.000.000         | 220.000                     | 500         | Prax Group        | 8,6            |             |
| Pembroke Raffinerie       | Angle, Wales                           | 1964           | 10.500.000         | 210.000                     | 700         | Valero Energy     | 11,3           |             |
| Stanlow Raffinerie        | Ellesmere Port, North West England     | 1924           | 13.500.000         | 270.000                     | 960         | Essar Group       | 8,2            |             |

| Raffinerie / Gesellschaft      | Standort             | Inbetrieb- nahme | Stilllegung | Kapazität zuletzt* in jato | Kapazität zuletzt in Barrel pro Tag | Mitarbeiter vor Stilllegung | Letzter Eigentümer | Bemerkungen                                                                               |
| ------------------------------ | -------------------- | ---------------- | ----------- | -------------------------- | ----------------------------------- | --------------------------- | ------------------ | ----------------------------------------------------------------------------------------- |
| Raffinerie Belfast             | Belfast              | 1964             | 1982        |                            |                                     |                             | BP                 | Die Raffinerie wurde 1982 in ein Terminal umgebaut. 2016 kaufte Puma Energy das Terminal. |
| Raffinerie Coryton             | Essex                | 1953             | 2012        | 10.000.000                 | 220.000                             | 850                         | Petroplus          | Schließung in Folge der Insolvenz der Petroplus.                                          |
| Teesside-Raffinerie            | Port Clarence        | 1966             | 2009        | 5.850.000                  | 117.000                             |                             | Petroplus          |                                                                                           |
| Shell Haven                    | Thurrock             | 1916, 1950       | 1999        | 4.600.000                  |                                     |                             | Royal Dutch Shell  | Hydrocracker Wiederaufbau in Rheinlandraffinerie 2005                                     |
| Kent Oil Refinery              | Isle of Grain, Kent  | 1953             | 1982        |                            |                                     |                             | BP                 | Ab 1989 Tiefwasserhafen London Thamesport                                                 |
| Esso Raffinerie, Milford Haven | Milford Haven, Wales | 1960             | März 1983   | 4.500.000                  |                                     |                             | Esso               | Umbau zum South Hook LNG Terminal                                                         |
| Llandarcy Oil Refinery         | Swansea              | 1919             | 1998        |                            | 200.000                             | 2600                        | BP                 |                                                                                           |
| Milford Haven Raffinerie       | Milford Haven, Wales | 1967             | 2014        | 5.400.000                  | 108.000                             |                             | Murphy Oil         | Nelson-Index:8,0                                                                          |

### Irland
In Betrieb
| Raffinerie / Gesellschaft | Ort                            | Inbetriebnahme | Kapazität* in jato | Kapazität in Barrel pro Tag | Mitarbeiter | Eigentümer | Nelson – Index | Bemerkungen |
| ------------------------- | ------------------------------ | -------------- | ------------------ | --------------------------- | ----------- | ---------- | -------------- | ----------- |
| Whitegate-Raffinerie      | Cork 51° 49′ 6″ N, 8° 15′ 0″ W | 1959           | 3.500.000          | 71.000                      |             | Irving Oil | 5,1            |             |

### Italien
Liste der Raffinerien in Italien.
In Betrieb
| Raffinerie / Gesellschaft             | Ort                                               | Inbetriebnahme | Kapazität* in jato | Kapazität in Barrel pro Tag | Mitarbeiter | Eigentümer                                   | Nelson – Index | Bemerkungen                                    |
| ------------------------------------- | ------------------------------------------------- | -------------- | ------------------ | --------------------------- | ----------- | -------------------------------------------- | -------------- | ---------------------------------------------- |
| Raffinerie Leghorn Livorno            | Livorno 43° 35′ 9″ N, 10° 20′ 30″ O               | 1967           | 4.200.000          | 84.000                      |             | Eni                                          |                |                                                |
| Raffinerie Milazzo                    | Milazzo 38° 12′ 11″ N, 15° 15′ 53″ O              | 1961           | 8.000.000          | 160.000                     |             | 50 % Eni / 50 % Kuwait Petroleum Corporation |                |                                                |
| Raffinerie Sannazzaro De Burgondi     | Sannazzaro de’ Burgondi 45° 6′ 1″ N, 8° 52′ 57″ O | 1963           | 9.000.000          | 180.000                     |             | Eni                                          |                |                                                |
| Raffinerie Tarent                     | Tarent 40° 29′ 28″ N, 17° 11′ 40″ O               | 1967           | 5.500.000          | 110.000                     |             | Eni                                          |                |                                                |
| Esso-Augusta Raffinerie               | Augusta 37° 12′ 42″ N, 15° 10′ 16″ O              | 1949           | 9.500.000          | 190.000                     |             | ExxonMobil                                   |                |                                                |
| Falconara Marittima Ancona Raffinerie | Falconara Marittima 43° 38′ 24″ N, 13° 22′ 48″ O  | 1950           | 3.900.000          | 78.000                      |             | API                                          |                |                                                |
| Priolo Gargallo Isab Raffinerie       | Priolo Gargallo 37° 10′ 34″ N, 15° 11′ 46″ O      |                | 16.000.000         | 320.000                     |             | ERG und ENI                                  | 9,3            | Zwei Raffinerien wurden 2007 zu einer vereint. |
| Raffinerie-Iplom Busalla              | Busalla nahe Genua 44° 34′ 27″ N, 8° 56′ 54″ O    |                | 2.000.000          | 40.000                      |             | Iplom                                        |                |                                                |
| Raffinerie Sarpom Trecate Novara      | Trecate, Novara 45° 26′ 21″ N, 8° 47′ 28″ O       | 1948           | 8.000.000          | 160.000                     |             | ExxonMobil (74,1 %), ERG (25,9 %)            |                |                                                |
| Raffinerie Sarroch                    | Sarroch 39° 4′ 50″ N, 9° 1′ 20″ O                 |                | 15.000.000         | 300.000                     |             | Saras SPA                                    | 11,7           |                                                |

| Raffinerie / Gesellschaft        | Standort                | Inbetrieb- nahme | Stilllegung | Kapazität zuletzt* in jato | Kapazität zuletzt in Barrel pro Tag | Mitarbeiter vor Stilllegung | Letzter Eigentümer | Bemerkungen                     |
| -------------------------------- | ----------------------- | ---------------- | ----------- | -------------------------- | ----------------------------------- | --------------------------- | ------------------ | ------------------------------- |
| Raffinerie Gela                  | Piana del Signore, Gela | 1963             | 2013        | 5.000.000                  | 100.000                             |                             | Eni                | Umbau zur Bioraffinerie geplant |
| Raffinerie Porto Marghera Venice | Marghera, Venedig       | 1926             |             | 3.500.000                  | 70.000                              |                             | Eni                | Umbau zur Bioraffinerie         |
| Raffinerie Cremona               | Cremona                 | 1965             | 2011        | 4.800.000                  | 96.000                              |                             | Tamoil             |                                 |
| Raffinerie Mantova               | Mantova                 | 1946             | 2013        | 2.600.000                  | 52.000                              |                             | MOL                | Nelson-Index: 8,36              |
| Rome-Raffinerie                  | Rom                     | 1965             | 2012        | 4.300.000                  | 86.000                              |                             | Total, ERG         |                                 |
| San Quirico Raffinerie           | Genua                   |                  | 1988        |                            |                                     |                             | ERG                |                                 |

### Kroatien
In Betrieb
| Raffinerie / Gesellschaft | Ort                                | Inbetriebnahme | Kapazität* in jato | Kapazität in Barrel pro Tag | Mitarbeiter | Eigentümer       | Nelson – Index | Bemerkungen |
| ------------------------- | ---------------------------------- | -------------- | ------------------ | --------------------------- | ----------- | ---------------- | -------------- | ----------- |
| Raffinerie Rijeka         | Rijeka 45° 17′ 7″ N, 14° 31′ 50″ O | 1964           | 4.500.000          | 90.000                      |             | Industrija nafte | 5,8            |             |
| Raffinerie Sisak          | Sisak                              |                | 2.200.000          | 61.000                      |             | Industrija nafte | 6,1            |             |

### Litauen
Liste der Raffinerien in Litauen.
In Betrieb
| Raffinerie / Gesellschaft | Ort                                             | Inbetriebnahme | Kapazität* in jato | Kapazität in Barrel pro Tag | Mitarbeiter | Eigentümer    | Nelson – Index | Bemerkungen |
| ------------------------- | ----------------------------------------------- | -------------- | ------------------ | --------------------------- | ----------- | ------------- | -------------- | ----------- |
| Mazeikiu Nafta-Raffinerie | Bučiškė, Mažeikiai 56° 23′ 16″ N, 22° 10′ 16″ O | 1980           | 9.000.000          |                             |             | ORLEN Lietuva |                |             |

### Niederlande
Liste der Raffinerien in den Niederlanden.
In Betrieb
| Raffinerie / Gesellschaft  | Ort                                            | Inbetriebnahme | Kapazität* in jato | Kapazität in Barrel pro Tag | Mitarbeiter | Eigentümer                  | Nelson – Index | Bemerkungen                                |
| -------------------------- | ---------------------------------------------- | -------------- | ------------------ | --------------------------- | ----------- | --------------------------- | -------------- | ------------------------------------------ |
| BP-Rotterdam               | Rotterdam 51° 56′ 42″ N, 4° 6′ 28″ O           | 1967           | 19.000.000         | 400.000                     | 730         | BP                          | 5,6            |                                            |
| Shell Pernis Raffinerie    | Rotterdam 51° 52′ 35″ N, 4° 20′ 46″ O          | 1902           | 21.000.000         | 416.000                     |             | Shell                       |                |                                            |
| Europoort-Raffinerie       | Europoort, Rotterdam 51° 56′ 1″ N, 4° 10′ 1″ O |                |                    | 88.000                      |             | Gunvor                      | 7,8            |                                            |
| Botlek-Raffinerie          | Botlek, Rotterdam 51° 52′ 13″ N, 4° 17′ 56″ O  | 1960           | 9.100.000          | 182.000                     |             | ExxonMobil                  |                |                                            |
| Vitol-Rotterdam Raffinerie | Botlek, Rotterdam 51° 54′ 36″ N, 4° 12′ 59″ O  |                | 4.000.000          | 80.000                      |             | Vitol Refining Group BV     |                | 2017 verkauft von Koch Industries an Vitol |
| Zeeland-Raffinerie         | Vlissingen 51° 26′ 40″ N, 3° 43′ 42″ O         | 1970           | 9.000.000          | 190.000                     |             | Total (55 %), Lukoil (45 %) | 9,8            |                                            |

### Nordmazedonien
Liste der Raffinerien in Nordmazedonien.
In Betrieb
| Raffinerie / Gesellschaft | Ort                                 | Inbetriebnahme | Kapazität* in jato | Kapazität in Barrel pro Tag | Mitarbeiter | Eigentümer         | Nelson – Index | Bemerkungen |
| ------------------------- | ----------------------------------- | -------------- | ------------------ | --------------------------- | ----------- | ------------------ | -------------- | ----------- |
| Okta-Skopje Raffinerie    | Ilinden 42° 0′ 19″ N, 21° 39′ 27″ O | 1982           | 2.500.000          | 50.000                      |             | Hellenic Petroleum |                |             |

### Norwegen
Liste der Raffinerien in Norwegen.
In Betrieb
| Raffinerie / Gesellschaft | Ort                                   | Inbetriebnahme | Kapazität* in jato | Kapazität in Barrel pro Tag | Mitarbeiter | Eigentümer | Nelson – Index | Bemerkungen |
| ------------------------- | ------------------------------------- | -------------- | ------------------ | --------------------------- | ----------- | ---------- | -------------- | ----------- |
| Raffinerie Slagen         | Tønsberg 59° 18′ 50″ N, 10° 30′ 56″ O | 1961           | 6.000.000          | 110.000                     |             | Esso       |                |             |
| Raffinerie Mongstad       | Lindås 60° 48′ 32″ N, 5° 1′ 56″ O     | 1975           | 10.000.000         | 200.000                     |             | Statoil    |                |             |

### Österreich
In Betrieb
| Raffinerie / Gesellschaft | Ort       | Inbetriebnahme | Kapazität* in jato | Kapazität in Barrel pro Tag | Mitarbeiter | Eigentümer | Nelson – Index | Bemerkungen |
| ------------------------- | --------- | -------------- | ------------------ | --------------------------- | ----------- | ---------- | -------------- | ----------- |
| OMV Refining & Marketing  | Schwechat | 1960           | 9.600.000          | 200.000                     | 750         | OMV        | 6,2            |             |

| Raffinerie / Gesellschaft | Standort    | Inbetrieb- nahme | Stilllegung   | Kapazität zuletzt* in jato | Kapazität zuletzt in Barrel pro Tag | Mitarbeiter vor Stilllegung | Letzter Eigentümer   | Bemerkungen                                                                      |
| ------------------------- | ----------- | ---------------- | ------------- | -------------------------- | ----------------------------------- | --------------------------- | -------------------- | -------------------------------------------------------------------------------- |
| Raffinerie Floridsdorf    | Floridsdorf | 1864             | 1970          |                            |                                     |                             | OMV                  | Ersetzt durch Raffinerie Schwechat                                               |
| Raffinerie Korneuburg     | Korneuburg  | 1927             | 1961          |                            |                                     |                             | OMV                  | Ersetzt durch Raffinerie Schwechat                                               |
| Raffinerie Vösendorf      | Vösendorf   | 1921             | 1958          |                            |                                     |                             | MARTHA Erdöl GmbH    | Ersetzt durch Raffinerie Schwechat                                               |
| Raffinerie Kagran         | Kagran      | 1904             | ca. 1945/2005 |                            |                                     |                             | Mobil Oil Austria AG | Ersetzt durch Raffinerie Schwechat, zuletzt nur Schmiermittelproduktion bis 2005 |

### Polen
Liste der Raffinerien in Polen.
In Betrieb
| Raffinerie / Gesellschaft | Ort                                 | Inbetriebnahme | Kapazität* in jato | Kapazität in Barrel pro Tag | Mitarbeiter | Eigentümer  | Nelson – Index | Bemerkungen |
| ------------------------- | ----------------------------------- | -------------- | ------------------ | --------------------------- | ----------- | ----------- | -------------- | ----------- |
| Raffinerie Płock          | Płock 52° 35′ 9″ N, 19° 39′ 6″ O    | 1964           | 14.100.000         | 276.000                     |             | PKN Orlen   | 9,5            |             |
| Raffinerie Gdańsk         | Gdańsk 54° 20′ 42″ N, 18° 43′ 26″ O | 1976           | 10.500.000         | 210.000                     |             | Grupa LOTOS | 10,0           |             |

| Raffinerie / Gesellschaft | Standort                               | Inbetrieb- nahme | Stilllegung | Kapazität zuletzt* in jato | Kapazität zuletzt in Barrel pro Tag | Mitarbeiter vor Stilllegung | Letzter Eigentümer | Bemerkungen |
| ------------------------- | -------------------------------------- | ---------------- | ----------- | -------------------------- | ----------------------------------- | --------------------------- | ------------------ | ----------- |
| Jaslo Öl-Raffinerie       | Jasło 49° 43′ 35″ N, 21° 27′ 10″ O     | 1888             | 2008        | 0,15                       | 3.000                               |                             | Grupa LOTOS        |             |
| Raffinerie Glimar         | Gorlice 49° 40′ 19″ N, 21° 10′ 21″ O   |                  | 2005        |                            |                                     |                             | Hudson Oil         |             |
| Raffinerie Jedlicze       | Jedlicze 49° 42′ 41″ N, 21° 39′ 23″ O  |                  |             |                            |                                     |                             | PKN Orlen          |             |
| Raffinerie Trzebinia      | Trzebinia 50° 9′ 38″ N, 19° 26′ 36″ O  |                  |             |                            |                                     |                             | PKN Orlen          |             |
| Raffinerie Czechowice     | Czechowice 49° 54′ 23″ N, 19° 1′ 18″ O |                  |             |                            |                                     |                             | Grupa LOTOS        |             |

### Portugal
Liste der Raffinerien in Portugal.
In Betrieb
| Raffinerie / Gesellschaft | Ort                                   | Inbetriebnahme | Kapazität* in jato | Kapazität in Barrel pro Tag | Mitarbeiter | Eigentümer   | Nelson – Index | Bemerkungen |
| ------------------------- | ------------------------------------- | -------------- | ------------------ | --------------------------- | ----------- | ------------ | -------------- | ----------- |
| Raffinerie Matosinhos     | Matosinhos 41° 12′ 25″ N, 8° 42′ 1″ W | 1969           | 5.500.000          | 110.000                     |             | Galp Energia | 10,7           |             |
| Sines-Raffinerie          | Sines 37° 57′ 50″ N, 8° 48′ 0″ W      | 1978           | 10.800.000         | 220.000                     |             | Galp Energia | 7,7            |             |

### Rumänien
Liste der Raffinerien in Rumänien.
In Betrieb
| Raffinerie / Gesellschaft           | Ort                                            | Inbetriebnahme | Kapazität* in jato | Kapazität in Barrel pro Tag | Mitarbeiter | Eigentümer         | Nelson – Index | Bemerkungen |
| ----------------------------------- | ---------------------------------------------- | -------------- | ------------------ | --------------------------- | ----------- | ------------------ | -------------- | ----------- |
| Petrobrazi Ploiesti-Raffinerie      | Brazi 44° 52′ 55″ N, 26° 0′ 58″ O              | 1934           | 4.500.000          | 90.000                      |             | Petrom             |                |             |
| Petromidia Constanța-Raffinerie     | Constanța 44° 20′ 31″ N, 28° 38′ 43″ O         | 1977           | 5.000.000          | 100.000                     |             | Rompetrol          | 10,7           |             |
| Petrotel Lukoil Ploiesti-Raffinerie | Ploiești 44° 56′ 42″ N, 26° 4′ 43″ O           |                | 2.400.000          | 58.000                      |             | Lukoil             | 10,0           |             |
| Petrolsub Suplacu de Barcău         | Suplacu de Barcău 47° 16′ 18″ N, 22° 32′ 35″ O |                | 400.000            | 15.000                      |             | Petrom/OMV         |                |             |
| Steaua Romans Campina-Raffinerie    | Câmpina 45° 7′ 48″ N, 25° 44′ 23″ O            | 1895           |                    | 15.000                      |             | Omnimpex Chemicals |                |             |
| Vega Ploiesti-Raffinerie            | Ploiești 44° 57′ 40″ N, 26° 1′ 19″ O           | 1905           |                    | 20.000                      |             | Rompetrol          |                |             |

| Raffinerie / Gesellschaft   | Standort                             | Inbetrieb- nahme | Stilllegung | Kapazität zuletzt* in jato | Kapazität zuletzt in Barrel pro Tag | Mitarbeiter vor Stilllegung | Letzter Eigentümer    | Bemerkungen      |
| --------------------------- | ------------------------------------ | ---------------- | ----------- | -------------------------- | ----------------------------------- | --------------------------- | --------------------- | ---------------- |
| Arpechim Pitesti-Raffinerie | Bradu 44° 48′ 3″ N, 24° 55′ 52″ O    | 1964             | 2011        | 3.500.000                  | 70.000                              |                             | Petrom                | Nelson-Index:7,3 |
| Astra-Raffinerie            | Ploiești 44° 55′ 11″ N, 26° 1′ 35″ O | 1880             | 2004        | 700.000                    | 15.000                              |                             | Astra Romana          |                  |
| Rafo Onesti-Raffinerie      | Onești 46° 14′ 52″ N, 26° 48′ 50″ O  |                  | 2008        | 3.500.000                  | 70.000                              |                             | Petrochemical Holding |                  |

### Schweden
Liste der Raffinerien in Schweden:
In Betrieb
| Raffinerie / Gesellschaft | Ort                                    | Inbetriebnahme | Kapazität* in jato | Kapazität in Barrel pro Tag | Mitarbeiter | Eigentümer | Nelson – Index | Bemerkungen |
| ------------------------- | -------------------------------------- | -------------- | ------------------ | --------------------------- | ----------- | ---------- | -------------- | ----------- |
| Nynäshamn-Raffinerie      | Nynäshamn 58° 55′ 12″ N, 17° 57′ 43″ O |                |                    |                             |             | Nynas      |                |             |
| Preemraff Göteborg        | Göteborg 57° 42′ 30″ N, 11° 49′ 57″ O  | 1967           | 5.000.000          | 100.000                     |             | Preem      |                |             |
| Preemraff Lysekil         | Lysekil 58° 20′ 54″ N, 11° 25′ 2″ O    | 1975           | 11.400.000         | 220.000                     |             | Preem      |                |             |
| St1 Göteborg-Raffinerie   | Göteborg 57° 42′ 13″ N, 11° 52′ 47″ O  | 1946           | 4.000.000          | 80.000                      |             | St1        |                |             |

| Raffinerie / Gesellschaft | Standort | Inbetrieb- nahme | Stilllegung | Kapazität zuletzt* in jato | Kapazität zuletzt in Barrel pro Tag | Mitarbeiter vor Stilllegung | Letzter Eigentümer | Bemerkungen |
| ------------------------- | -------- | ---------------- | ----------- | -------------------------- | ----------------------------------- | --------------------------- | ------------------ | ----------- |
| Raffinerie Engelsberg     | Fagersta | 1875             | 1920er      |                            |                                     |                             |                    |             |

### Schweiz
In Betrieb
| Raffinerie / Gesellschaft | Ort      | Inbetriebnahme | Kapazität* in jato | Kapazität in Barrel pro Tag | Mitarbeiter | Eigentümer  | Nelson – Index | Bemerkungen                                                           |
| ------------------------- | -------- | -------------- | ------------------ | --------------------------- | ----------- | ----------- | -------------- | --------------------------------------------------------------------- |
| Raffinerie Cressier       | Cressier | 1966           | 3.300.000          | 68.000                      |             | Varo Energy | 6,4            | Ursprünglich Shell (bis 2000), danach bis 2012 von Petroplus gehalten |

| Raffinerie / Gesellschaft | Standort  | Inbetrieb- nahme | Stilllegung | Kapazität zuletzt* in jato | Kapazität zuletzt in Barrel pro Tag | Mitarbeiter vor Stilllegung | Letzter Eigentümer | Bemerkungen                                                           |
| ------------------------- | --------- | ---------------- | ----------- | -------------------------- | ----------------------------------- | --------------------------- | ------------------ | --------------------------------------------------------------------- |
| Raffinerie Collombey      | Collombey | 1963             | 2015        | 2.500.000                  |                                     | 224                         | Tamoil             | Die Raffinerie mit einem Nelson-Index von 6,5 wurde 2015 stillgelegt. |

### Serbien
Liste der Raffinerien in Serbien:
In Betrieb
| Raffinerie / Gesellschaft | Ort                                   | Inbetriebnahme | Kapazität* in jato | Kapazität in Barrel pro Tag | Mitarbeiter | Eigentümer               | Nelson – Index | Bemerkungen |
| ------------------------- | ------------------------------------- | -------------- | ------------------ | --------------------------- | ----------- | ------------------------ | -------------- | ----------- |
| Pančevo-Raffinerie        | Pančevo 44° 49′ 49″ N, 20° 40′ 54″ O  | 1968           | 4.800.000          | 96.000                      |             | Naftna industrija Srbije |                |             |
| Novi Sad-Raffinerie       | Novi Sad 45° 16′ 47″ N, 19° 51′ 35″ O | 1968           | 2.600.000          | 52.000                      |             | Naftna industrija Srbije | 2,5            |             |

### Slowakei
Liste der Raffinerien in der Slowakei.
In Betrieb
| Raffinerie / Gesellschaft      | Ort                                    | Inbetriebnahme | Kapazität* in jato | Kapazität in Barrel pro Tag | Mitarbeiter | Eigentümer | Nelson – Index | Bemerkungen |
| ------------------------------ | -------------------------------------- | -------------- | ------------------ | --------------------------- | ----------- | ---------- | -------------- | ----------- |
| Slovnaft Bratislava-Raffinerie | Bratislava 48° 7′ 44″ N, 17° 10′ 38″ O | 1957           | 6.000.000          | 120.000                     |             | Slovnaft   |                |             |

| Raffinerie / Gesellschaft | Standort                              | Inbetrieb- nahme | Stilllegung | Kapazität zuletzt* in jato | Kapazität zuletzt in Barrel pro Tag | Mitarbeiter vor Stilllegung | Letzter Eigentümer | Bemerkungen |
| ------------------------- | ------------------------------------- | ---------------- | ----------- | -------------------------- | ----------------------------------- | --------------------------- | ------------------ | ----------- |
| Apollo-Raffinerie         | Bratislava 48° 8′ 31″ N, 17° 7′ 39″ O | 1896             | 1963        |                            |                                     |                             | Slovnaft           |             |

### Spanien
In Betrieb
| Raffinerie / Gesellschaft           | Ort                                                 | Inbetriebnahme | Kapazität* in jato | Kapazität in Barrel pro Tag | Mitarbeiter | Eigentümer | Nelson – Index | Bemerkungen                |
| ----------------------------------- | --------------------------------------------------- | -------------- | ------------------ | --------------------------- | ----------- | ---------- | -------------- | -------------------------- |
| Raffinerie Cartagena                | Cartagena 37° 34′ 22″ N, 0° 55′ 24″ W               |                | 11.000.000         | 220.000                     |             | Repsol     |                |                            |
| La Coruna-Raffinerie                | La Coruña 43° 21′ 3″ N, 8° 26′ 26″ W                | 1964           | 5.500.000          | 120.000                     |             | Repsol     |                |                            |
| Puertollano-Raffinerie              | Ciudad Real 38° 40′ 28″ N, 4° 3′ 6″ W               | 1965           | 7.500.000          | 150.000                     |             | Repsol     |                |                            |
| Tarragona-Raffinerie                | La Pobla de Mafumet 41° 10′ 24″ N, 1° 13′ 28″ O     | 1975           | 9.400.000          | 186.000                     |             | Repsol     |                |                            |
| Bilbao Muskiz-Raffinerie            | Muskiz 43° 19′ 31″ N, 3° 6′ 43″ W                   | 1970           | 12.000.000         | 240.000                     |             | Petronor   |                |                            |
| BP Castellón Raffinerie             | Castellón de la Plana 39° 57′ 21″ N, 0° 0′ 13″ W    |                |                    | 110.000                     |             | BP         | 12,2           |                            |
| Gibraltar-Raffinerie                | San Roque (Cádiz) 36° 11′ 26″ N, 5° 23′ 0″ W        | 1969           | 12.000.000         | 240.000                     |             | Cepsa      |                |                            |
| La Rabida Huelva-Raffinerie         | Palos de la Frontera 37° 10′ 51″ N, 6° 53′ 30″ W    |                | 9.500.000          | 190.000                     |             | Cepsa      |                |                            |
| Refinería de Santa Cruz de Tenerife | Santa Cruz de Tenerife 28° 27′ 10″ N, 16° 15′ 53″ W | 1930           | 4.500.000          | 90.000                      |             | Cepsa      |                | Zur Stilllegung vorgesehen |

### Tschechien
In Betrieb
| Raffinerie / Gesellschaft   | Ort                                   | Inbetriebnahme | Kapazität* in jato | Kapazität in Barrel pro Tag | Mitarbeiter | Eigentümer              | Nelson – Index | Bemerkungen                                                |
| --------------------------- | ------------------------------------- | -------------- | ------------------ | --------------------------- | ----------- | ----------------------- | -------------- | ---------------------------------------------------------- |
| Raffinerie Kralupy          | Kralupy 50° 15′ 30″ N, 14° 19′ 17″ O  | 1901           | 3.300.000          | 66.000                      |             | Unipetrol               | 7,5            |                                                            |
| Raffinerie Litvinov         | Litvinov 50° 34′ 14″ N, 13° 36′ 8″ O  | 1942           | 5.500.000          | 110.000                     |             | Unipetrol               | 8,5            |                                                            |
| Paramo Pardubice Raffinerie | Pardubice 50° 1′ 35″ N, 15° 44′ 56″ O | 1889           | 750.000            | 15.000                      |             | PARAMO a.s. (Unipetrol) |                | Seit Juli 2012 nur noch Schmieröl- und Bitumenherstellung. |

### Ungarn
In Betrieb
| Raffinerie / Gesellschaft | Ort                                         | Inbetriebnahme | Kapazität* in jato | Kapazität in Barrel pro Tag | Mitarbeiter | Eigentümer | Nelson – Index | Bemerkungen |
| ------------------------- | ------------------------------------------- | -------------- | ------------------ | --------------------------- | ----------- | ---------- | -------------- | ----------- |
| Raffinerie Danube Duna    | Százhalombatta 47° 17′ 51″ N, 18° 53′ 20″ O | 1965           | 8.100.000          | 162.000                     |             | MOL        | 10,6           |             |

### Belarus
In Betrieb
| Raffinerie / Gesellschaft | Ort        | Inbetriebnahme | Kapazität* in jato | Kapazität in Barrel pro Tag | Mitarbeiter | Eigentümer              | Nelson – Index | Bemerkungen |
| ------------------------- | ---------- | -------------- | ------------------ | --------------------------- | ----------- | ----------------------- | -------------- | ----------- |
| Raffinerie Mozyrsk        | Masyr      | 1975           | 4.750.000          | 95.000                      |             | Slavneft-Megionneftegaz |                |             |
| Raffinerie Novopolotsk    | Nawapolazk | 1963           | 11.000.000         | 220.000                     |             | Naftan                  |                |             |

## Afrika
Die nachfolgende Aufstellung ist unvollständig. Weitere Anlagen in einer Vielzahl von afrikanischen Ländern findet sich in der englischsprachigen Wikipedia.

### Liberia
| Raffinerie / Gesellschaft    | Standort                              | Inbetrieb- nahme | Stilllegung | Kapazität zuletzt* in jato | Kapazität zuletzt in Barrel pro Tag | Mitarbeiter vor Stilllegung | Letzter Eigentümer | Bemerkungen                              |
| ---------------------------- | ------------------------------------- | ---------------- | ----------- | -------------------------- | ----------------------------------- | --------------------------- | ------------------ | ---------------------------------------- |
| Liberia-Petroleum-Raffinerie | Barekling 6° 19′ 59″ N, 10° 43′ 46″ W |                  | 1982        |                            |                                     |                             |                    | Als Ölterminal teilweise noch in Betrieb |

## Asien

### Russland
In Betrieb
| Raffinerie / Gesellschaft | Ort                             | Inbetriebnahme | Kapazität* in jato | Kapazität in Barrel pro Tag | Mitarbeiter | Eigentümer   | Nelson – Index | Bemerkungen |
| ------------------------- | ------------------------------- | -------------- | ------------------ | --------------------------- | ----------- | ------------ | -------------- | ----------- |
| Raffinerie Omsk           | Omsk 55° 3′ 41″ N, 73° 15′ 1″ O | 1955           | 22.230.000         | 447.000                     |             | Gazprom Neft | 8,8            |             |

### Türkei
In Betrieb
| Raffinerie / Gesellschaft | Ort                                    | Inbetriebnahme | Kapazität* in jato | Kapazität in Barrel pro Tag | Mitarbeiter | Eigentümer | Nelson – Index | Bemerkungen |
| ------------------------- | -------------------------------------- | -------------- | ------------------ | --------------------------- | ----------- | ---------- | -------------- | ----------- |
| STAR-Raffinerie           | Aliağa 38° 47′ 45″ N, 26° 55′ 56″ O    | 2018           |                    | 214.000                     |             | SOCAR      |                |             |
| Kirikkale-Raffinerie      | Kırıkkale 39° 44′ 34″ N, 33° 27′ 54″ O | 1986           |                    | 112.000                     |             | Tüpraş     |                |             |
| Izmit-Raffinerie          | Körfez 40° 44′ 51″ N, 29° 46′ 0″ O     | 1961           | 11.000.000         | 220.000                     |             | Tüpraş     |                |             |
| Aliaga-Raffinerie         | Aliağa 38° 48′ 16″ N, 26° 56′ 30″ O    | 1972           | 11.000.000         | 220.000                     |             | Tüpraş     |                |             |
| Batman-Raffinerie         | Batman 37° 52′ 49″ N, 41° 8′ 5″ O      |                |                    | 22.000                      |             | Tüpraş     |                |             |

| Raffinerie / Gesellschaft | Standort                           | Inbetrieb- nahme | Stilllegung | Kapazität zuletzt* in jato | Kapazität zuletzt in Barrel pro Tag | Mitarbeiter vor Stilllegung | Letzter Eigentümer                                                       | Bemerkungen |
| ------------------------- | ---------------------------------- | ---------------- | ----------- | -------------------------- | ----------------------------------- | --------------------------- | ------------------------------------------------------------------------ | ----------- |
| ATAŞ-Raffinerie           | Mersin 36° 49′ 9″ N, 34° 41′ 58″ O | 1962             | 2004        | 3.200.000                  |                                     |                             | Anadolu Tasfiyehanesi Anonim Şirketi (BP, Shell & Turcas Petrol, Turcas) |             |

## Australien und Ozeanien

### Australien
In Betrieb
| Raffinerie / Gesellschaft | Ort                                      | Inbetriebnahme | Kapazität* in jato | Kapazität in Barrel pro Tag | Mitarbeiter | Eigentümer | Nelson – Index | Bemerkungen |
| ------------------------- | ---------------------------------------- | -------------- | ------------------ | --------------------------- | ----------- | ---------- | -------------- | ----------- |
| Altona-Raffinerie         | Altona North 37° 51′ 0″ S, 144° 51′ 0″ O | 1949           | 5.000.000          | 100.000                     |             | ExxonMobil |                |             |
| Lytton-Raffinerie         | Brisbane 27° 24′ 58″ S, 153° 9′ 21″ O    | 1965           | 5.300.000          | 109.000                     | 340         | Caltex     | 6,8            |             |

| Raffinerie / Gesellschaft | Standort                                | Inbetrieb- nahme | Stilllegung | Kapazität zuletzt* in jato | Kapazität zuletzt in Barrel pro Tag | Mitarbeiter vor Stilllegung | Letzter Eigentümer | Bemerkungen                        |
| ------------------------- | --------------------------------------- | ---------------- | ----------- | -------------------------- | ----------------------------------- | --------------------------- | ------------------ | ---------------------------------- |
| Adelaide-Raffinerie       | Adelaide 35° 6′ 26″ S, 138° 29′ 12″ O   | 1963             | 2003        |                            | 72.000                              |                             | ExxonMobil         |                                    |
| BP-Bulwer Island          | Brisbane 27° 24′ 12″ S, 153° 8′ 4″ O    | 1965             | 2015        | 5.000.000                  | 102.000                             | 380                         | BP                 | Teile als Terminal noch in Betrieb |
| BP-Kwinana                | Kwinana 32° 13′ 36″ S, 115° 45′ 56″ O   | 1955             | 2021        | 7.000.000                  | 145.00                              |                             | BP                 | Teile als Terminal noch in Betrieb |
| Clyde-Raffinerie          | Sydney 33° 49′ 36″ S, 151° 2′ 27″ O     | 1928             | 2012        | 3.750.000                  | 75.000                              |                             | Shell Australia    | Importterminal                     |
| Kurnell-Raffinerie        | Sydney 34° 1′ 1″ S, 151° 12′ 58″ O      | 1956             | 2014        | 6.750.000                  | 135.000                             |                             | Caltex             | Importterminal                     |
| Matraville-Raffinerie     | Sydney 33° 58′ 16″ S, 151° 13′ 59″ O    | 1947             | 1985        |                            | 45.000                              |                             | Total              |                                    |
| Westernport-Raffinerie    | Crib Point 38° 20′ 56″ S, 145° 12′ 7″ O | 1966             | 1985        | 2.200.000                  | 35.000                              |                             | BP                 | Pier teilweise noch in Nutzung.    |

## Nordamerika

### Kanada
| Raffinerie / Gesellschaft | Standort                                          | Inbetrieb- nahme | Stilllegung | Kapazität zuletzt* in jato | Kapazität zuletzt in Barrel pro Tag | Mitarbeiter vor Stilllegung | Letzter Eigentümer | Bemerkungen |
| ------------------------- | ------------------------------------------------- | ---------------- | ----------- | -------------------------- | ----------------------------------- | --------------------------- | ------------------ | ----------- |
| Port-Credit-Raffinerie    | Mississauga, Ontario 43° 32′ 41″ N, 79° 35′ 25″ W | 1932             | 1978        |                            | 48.000                              | 250                         | Texaco             |             |

### Vereinigte Staaten
Unvollständige Liste. Stand Januar 2015 seien 137 Erdölraffinerien in Betrieb gewesen, laut U.S. Energy Information Administration (EIA).
Erdölraffinerien in Betrieb
| Raffinerie / Gesellschaft | Ort                 | Inbetriebnahme | Kapazität* in jato | Kapazität in Barrel pro Tag | Mitarbeiter | Eigentümer         | Nelson – Index | Bemerkungen                                                        |
| ------------------------- | ------------------- | -------------- | ------------------ | --------------------------- | ----------- | ------------------ | -------------- | ------------------------------------------------------------------ |
| Cherry Point Raffinerie   | Blaine (Washington) | 1971           |                    | 234.000                     |             | BP vorher ARCO     | 10,2           | Weltweit größter Petrolkokskalzinathersteller                      |
| Commerce-City-Raffinerie  | Commerce City       | 1940           | 4.650.000          | 93.000                      | 400         | Suncor Energy      | 7,0            | Bis 2005 zwei voneinander unabhängige Raffinerien                  |
| Convent-Raffinerie        | Convent (Louisiana) | 1967           | 11.800.000         | 234.000                     | 700         | Royal Dutch Shell  |                |                                                                    |
| El Paso-Raffinerie        | El Paso (Texas)     | 1928, 1931     | 6.500.000          | 131.000                     |             | Marathon Petroleum | 7,9            |                                                                    |
| BP Whiting-Raffinerie     | Whiting (Indiana)   | 1889           |                    | 413.000                     | 1.800       | BP vorher Amoco    | 8,6            |                                                                    |
| Toledo-Raffinerie         | Toledo (Ohio)       |                |                    | 160.000                     |             | Cenovus Energy     | 9,2            |                                                                    |
| Los Angeles-Raffinerie    | Los Angeles         | 1923, 1938     | 18.300.000         | 363.000                     | 1620        | Marathon Petroleum |                | In der Vergangenheit zwei unabhängige Raffinerien von Shell und BP |
| McKee-Raffinerie          | Sunray              | 1933           | 10.000.000         | 200.000                     | 475         | Valero Energy      |                |                                                                    |
| Texas City-Raffinerie     | Texas City          |                |                    | 437.000                     |             | Marathon Petroleum | 15,3           | Raffinerieexplosion in Texas City 2005                             |
| Wilmington-Raffinerie     | Los Angeles         | 1969           | 6.750.000          | 135.000                     | 440         | Valero Energy      | 15,9           |                                                                    |

| Raffinerie / Gesellschaft      | Standort                                             | Inbetrieb- nahme | Stilllegung | Kapazität zuletzt* in jato | Kapazität zuletzt in Barrel pro Tag | Mitarbeiter vor Stilllegung | Letzter Eigentümer        | Bemerkungen                                    |
| ------------------------------ | ---------------------------------------------------- | ---------------- | ----------- | -------------------------- | ----------------------------------- | --------------------------- | ------------------------- | ---------------------------------------------- |
| Alliance-Raffinerie            | Chasse Belle, Louisiana 29° 41′ 3″ N, 89° 58′ 28″ W  | 1971             | 2021        | 12.500.000                 | 255.600                             | 900                         | Phillips 66               |                                                |
| Amarillo-Raffinerie            | Amarillo, Texas 35° 12′ 14″ N, 101° 47′ 1″ W         | 1919             | 1985        |                            | 20.000                              | 150                         | Texaco                    |                                                |
| Blue-Island-Raffinerie         | Blue Island, Illinois41° 39′ 23″ N, 87° 41′ 50″ W    | vor 1923         | 2001        |                            | 80.000                              |                             | Premcor                   |                                                |
| ECI-Raffinerie                 | East Chicago, Indiana41° 39′ 6″ N, 87° 29′ 6″ W      | 1919             | 1981        |                            | 126.000                             |                             | Energy Cooperative        | Schließung nach Insolvenz                      |
| Gallup-Raffinerie              | Gallup, New Mexico 35° 29′ 16″ N, 108° 25′ 30″ W     |                  | 2020        |                            | 26.000                              |                             | Marathon Petroleum        |                                                |
| Golden Eagle-Raffinerie        | Pacheco, Kalifornien 38° 1′ 53″ N, 122° 4′ 26″ W     | 1913             | 2020        | 8.300.000                  | 161.000                             |                             | Marathon Petroleum        |                                                |
| Hartford-Raffinerie            | Hartford, Illinois 38° 50′ 7″ N, 90° 5′ 9″ W         | 1941             | 2002        |                            | 70.000                              |                             | Premcor                   |                                                |
| El Dorado-Raffinerie (Coastal) | El Dorado, Kansas 37° 50′ 25″ N, 96° 51′ 36″ W       | 1917             | 1993        |                            | 30.000                              |                             | Coastal Corporation       | Asphaltanlage und Terminal bis 2004 in Betrieb |
| Derby-Raffinerie               | Wichita, Kansas 37° 43′ 23″ N, 97° 19′ 23″ W         | 1920             | 1993        |                            | 30.000                              |                             | Coastal Corporation       |                                                |
| Eagle-Point-Raffinerie         | Westville, New Jersey 39° 51′ 56″ N, 75° 9′ 14″ W    | 1949             | 2010        | 7.250.000                  | 145.000                             | 400                         | Sunoco                    |                                                |
| Indian-Raffinerie              | Lawrenceville, Illinois 38° 42′ 43″ N, 87° 40′ 58″ W | 1907             | 1995        |                            | 86.000                              |                             | American Western Refining |                                                |
| Rock-Island-Raffinerie         | Indianapolis, Indiana 39° 55′ 0″ N, 86° 14′ 47″ W    | 1941             | 1993        |                            | 50.000                              | 255                         | Marathon Oil              |                                                |
| Sugar-Creek-Raffinerie         | Sugar Creek, Missouri 39° 7′ 8″ N, 94° 27′ 1″ W      | 1904             | 1982        |                            | 104.000                             | 480                         | Amoco                     |                                                |
| Wood-River-Raffinerie (Amoco)  | Wood River, Illinois 38° 51′ 9″ N, 90° 5′ 37″ W      | 1908             | 1981        |                            | 104.000                             | 640                         | Amoco                     |                                                |
| Yorktown-Raffinerie            | Yorktown, Virginia 37° 12′ 46″ N, 76° 26′ 52″ W      | 1956             | 2010        | 3.500.000                  | 70.000                              |                             | Western Refining          |                                                |